# إريكا فاريلا
إريكا فاريلا (بالإسبانية: Erika Varela)‏ هي دراجة مكسيكية، ولدت في 3 أبريل 1994.

## وصلات خارجية
- إريكا فاريلا على موقع أرشيف الدراجات (الإنجليزية)
- إريكا فاريلا على موقع إحصائيات الدراجات الإحترافية (الإنجليزية)